# Camponotus conradti
Camponotus conradti är en myrart som beskrevs av Auguste-Henri Forel 1914. Camponotus conradti ingår i släktet hästmyror, och familjen myror.

## Underarter
Arten delas in i följande underarter:
- C. c. conradti
- C. c. fimbriatipes